# Révolte de Pahang
 (juillet 2023).

En rouge: état de Pahang, en Malaisie

Le soulèvement de Pahang (malais : Pemberontakan Pahang, Jawi : ڤمبرونتقن ڤهڠ), également connu sous le nom de rébellion de Pahang ou guerre de Pahang, est un soulèvement anticolonial à Pahang, Malaisie, survenu entre 1891 et 1895 contre l'administration coloniale britannique. Le soulèvement fut largement dirigé par des chefs traditionnels et alimenté par les griefs locaux envers le système résidentiel britannique.
Dans les années 1880, la politique de Pahang relevait de la compétence du gouvernement britannique des établissements des détroits. Une pression croissante était exercée sur le sultan de Pahang Ahmad Mu'azzam par l'agent britannique résidant pour administrer l'État selon les idéaux britanniques. Les Britanniques contraignent finalement le sultan Ahmad à placer le sultanat sous protectorat britannique en 1888, et John Pickersgill Rodger est nommé premier résident de Pahang. 
La réforme fiscale introduite par la résidence britannique entraîne un sérieux mécontentement parmi les chefs locaux qui se voient dépossédés du droit de percevoir l'impôt sur leurs territoires respectifs.
Le soulèvement commence lorsque le chef de Semantan, Dato 'Bahaman, riposte à l'arrestation de ses partisans en attaquant un détachement de la police sikhe britannique, en incendiant un poste de police à Lubuk Trua et en saccageant la ville de Temerloh en 1891. 
Au fil des ans, la rébellion grandit avec de nombreux autres chefs rejoignant Dato' Bahaman, notamment Tok Gajah, le chef de Pulau Tawar, et son fils Mat Kilau. 
Au début du conflit, les rebelles remportent des victoires importantes mais ils sont ensuite progressivement repoussés par l'armée coloniale britannique. En 1895, la guerre prend fin lorsque de nombreux meneurs sont tués, capturés ou exilés dans les États voisins.
Le sultan de Pahang apporta d'abord un soutien tacite aux chefs malais rebelles, mais est petit à petit poussé par les Britanniques à soutenir le régime colonial dans la région de Pahang.

## Historique

Rivière Pahang, à Kuala Lipis v.1910. Lieu important de la révolte de Pahang, cette rivière fut aussi un lieu de passage des deux camps adverses: troupes coloniales britanniques et résistants malais.

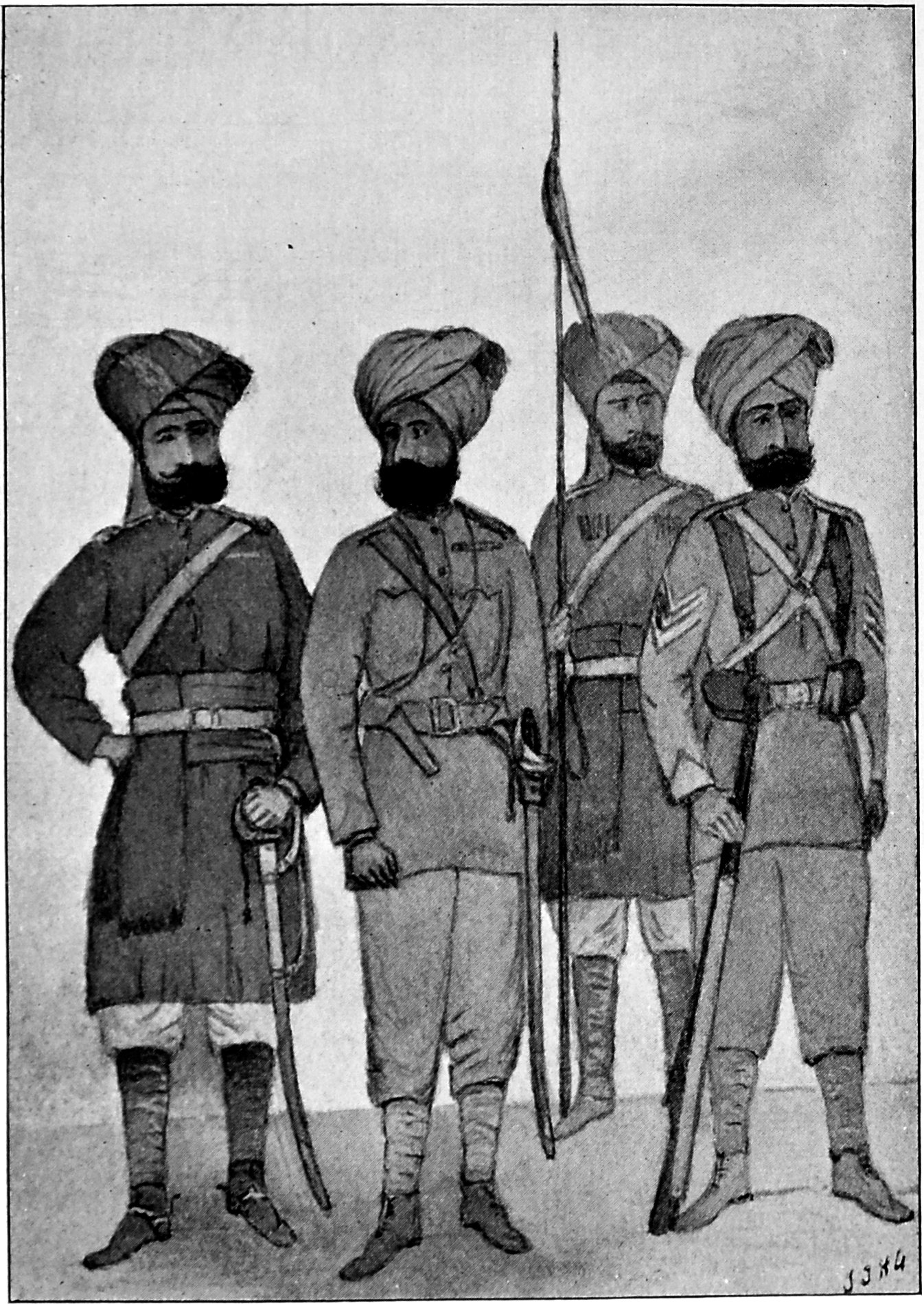
Soldats sikhs, de l'armée coloniale britannique (1904).

### Première phase
La première phase du soulèvement de Pahang commença en 1891 et était principalement confinée à la région de Semantan, Temerloh. Elle était dirigée par le chef de Semantan lui-même, Dato' Bahaman, dans ce qu'on appelle aussi la guerre de Semantan. Au fur et à mesure que les troubles se propagent à d'autres districts de Pahang, davantage de chefs locaux commencèrent à rejoindre ses rangs. 
Durant la période d'avril à juin 1892, une personnalité plus contestataire, Mat Kilau, émerge. Son ascension coïncide avec le plan élaboré par Tok Gajah pour submerger les positions stratégiques britanniques. Parmi les autres personnes impliquées figuraient Panglima Muda de Jempul qui devait envahir Pekan, tandis que Mat Kilau de Budu et le chef Jelai devaient anéantir la petite force de Clifford à Kuala Lipis.
Le sultan Ahmad semble avoir autorisé Tok Gajah, qui était en communication secrète avec Bahaman et le chef Jelai, à prendre la direction des opérations. On disait que l'épouse royale du sultan, Tengku Ampuan, exerçait une influence en faveur des rebelles.
Plus tôt quelque temps entre la fin 1891 et début 1892, une réunion secrète a eu lieu à Sungai Selan, Pulau Tawar, Jerantut en présence du sultan et de la reine, et de tous les principaux chefs, où un accord sous serment fut conclu.
Le 10 avril 1892, Mat Kilau avec une force d'une centaine d'hommes armés de lances, d'épées et de mousquets, saccage le quartier des affaires de Kuala Lipis. 
La garnison britannique, avec 30 sikhs et une petite force locale, est incapable de leur résister. Le pillage s'arrête avec l'arrivée de l'envoyé du sultan, Haji Muhammad Nor, chargé de dissuader Mat Kilau d'occuper Kuala Lipis. 
Le motif derrière l'ordre du sultan d'annuler l'attaque n'est pas clair, certains évoquent un moment inopportun, tandis que d'autres suggèrent des raisons diplomatiques. Néanmoins, il est clair qu'une attaque à grande échelle était prévue par les Britanniques. 
Début mai, la position britannique à Kuala Lipis fut renforcée avec des troupes du Perak et du Selangor.
Après le sac de Kuala Lipis, le soulèvement général mené par Mat Kilau atteint son point le plus critique, car il mène en parallèle des attaques et menace les mines d'or de Raub, dans le nord de l'état de Pahang. 
Le 21 mai 1892, le fief de Mat Kilau à Budu est attaqué et incendié. Mat Kilau avec soixante hommes et leurs femmes et enfants s'échappent et unissent leurs forces avec Bahaman à Ulu Cheka. Ses activités prennent de l'ampleur au cours du mois de juin 1892, lorsque les escarmouches atteignent également plus au sud à Bera.
Lors du déclenchement de l'agression par Mat Kilau, les Britanniques ont commencé à soupçonner le rôle de Tok Gajah dans la direction du soulèvement. 
Le résident J.P. Roger propose son arrestation, mais elle est empêchée par le sultan Ahmad. Le souverain promit de l'amener à Pekan puis de l'envoyer à La Mecque. 
La suggestion semble satisfaisante aux Britanniques, mais le plan du sultan Ahmad est de permettre à Tok Gajah de s'échapper aux frontières Kelantan-Terengganu via Tembeling, où il est ensuite rejoint par Mat Kilau. 
Tout au long des troubles, le sultan Ahmad résida à Pulau Tawar – de juin à août 1892. Le sultan est ensuite invité par les Britanniques à résider à Pekan, une décision provoquée par des rumeurs selon lesquelles il aidait les rebelles avec des vivres et des munitions.

### Seconde phase
La pression croissante des britanniques imposée au sultan l'empêche de prêter une assistance supplémentaire aux rebelles dans la deuxième phase du soulèvement, après quoi il tente un schéma différent. Grâce aux influences des chefs religieux de Terengganu, un Jihad contre les infidèles est déclaré.
Dans une tentative d'isoler davantage les rebelles, une amnistie générale est proclamée le 16 octobre 1892, et accordée à tous les dissidents, à l'exception de Tok Gajah et Bahaman. 
Dans un rapport de Roger, on estime que l'effectif total des rebelles, retirés dans le Kelantan-Terengganu voisin, est réduit à soixante hommes sous le Dato' Bahaman à trente-cinq hommes sous le commandement de Mat Kilau et Tok Gajah, tous armés de fusils.
Le 14 juin 1894, les rebelles, aidés de renforts locaux, attaquent et occupent une palissade britannique à Kuala Tembeling. 
Une contre-attaque des Britanniques a lieu le 29 juin 1894, lorsque les rebelles sont vaincus à leur palissade à Jeram Ampai. 
Avec la chute de Jeram Ampai, les Britanniques auraient pu anéantir définitivement les rebelles, mais en raison d'un large public acquis aux rebelles parmi la population locale, les attaques se poursuivent. 
Déterminé à réprimer le soulèvement depuis leurs bases, Clifford entreprend une expédition à Kelantan et Terengganu le 17 juillet 1894, mais rencontre initialement peu de succès en raison de la sympathie des chefs locaux et de la population pour la cause rebelle.
Comme Kelantan et Terengganu étaient à cette époque des États féodaux du Siam, les Britanniques reçurent l'engagement du ministre des Affaires étrangères siamois, le prince Devawongse, d'empêcher les deux États d'héberger les dissidents. 
La prolongation de l'insurrection et les difficultés économiques et d'intendance qui l'accompagnaient forcèrent la population à se rendre et à trahir les résistants. 
En fin de compte, c'est en octobre-novembre 1895 que plusieurs chefs de file, Bahaman, Awang Nong Yusoh, Teh Ibrahim, Haji Mat Wahid et Mat Lela furent capturés par le commissaire siamois Phya Dhib Kosa et déportés à Chiang Mai. 
Rasu et Mat Kilau furent enregistrés comme morts. Avec leur absence, la rébellion prit fin, mais ce n'est qu'en 1913 que les dissidents qui avaient résidé au Siam furent finalement autorisés à retourner à Pahang.

## Dans les arts

### Cinéma
En 2022, le film épique malais Mat Kilau, Kebangkitan Pahlawan («Mat Kilau, l’Ascension d’un Guerrier») retrace le parcours résistant de Mat Kilau, de manière romancée mais en suivant une trame historique. Ce film est aussi à l'origine d'un rebond dans la pratique du silat et dans une renommée du village homonyme.